# Gliese 701
Gliese 701 is een rode dwerg met een spectraalklasse van M0.V. De ster bevindt zich 25,24 lichtjaar van de zon.